# Al Jardine
Alan Charles (Al) Jardine (Lima (Ohio), 3 september 1942) is een Amerikaanse rock- en popmuzikant (zang, gitaar) en medeoprichter van The Beach Boys.

## Biografie

### The Beach Boys
Het gezin van Al Jardine verhuisde enkele jaren nadat hij was geboren naar Hawthorne (Californië). Daar ontmoette hij Brian Wilson. Wilson en Jardine speelden samen in de verdediging van het voetbalteam van Hawthorne High School. Wilson brak zijn been tijdens het trainen. Jardine was een fervent fan van folkmuziek en vormde met een paar vrienden de band The Islanders. In 1961 vroeg Brian Wilson hem of hij lid wilde worden van de band, die Wilson had opgericht met zijn broers Dennis en Carl en zijn neef Mike Love. Jardine voegde zich bij de band in de hoop dat ze ook folk zouden spelen, maar ze hadden een surfrockband in gedachten.
In hetzelfde jaar bracht de band - nu The Beach Boys geheten - hun eerste single Surfin' uit. Al Jardine speelde en zong erop. Hij verliet de band kort daarna, omdat hij tandarts wilde worden. Hij begon te studeren in Michigan en werd vervangen door David Lee Marks. Ondertussen hadden The Beach Boys enkele hits en verwierven ze nationale bekendheid. Tijdens de tournee in 1963 kreeg Brian Wilson gezondheidsproblemen, daarom vroeg hij Jardine om hem op de tournee te vervangen. Jardine had zijn studie toen al opgegeven en keerde terug naar Californië, waar hij dankbaar de kans accepteerde om weer bij The Beach Boys te komen. Jardine droeg al zijn harmoniezang bij op het album Surfer Girl, maar staat nog niet op de albumhoes. Het album bevat ook het nummer South Bay Surfers, geschreven door Brian Wilson en Alan Jardine. Slechts een paar weken later verliet David Lee Marks de band en werd Jardine officieel weer lid.
Op het kerstalbum van The Beach Boys is hij voor het eerst te horen als leadzanger op het nummer Christmas Day. Hij herhaalde dit een jaar later op Help Me, Rhonda. Toen Brian Wilson in 1965 eindelijk verklaarde dat hij niet langer op tournee wilde, kwam Jardine steeds meer op de voorgrond. Hij deelde de vocale passages met Carl Wilson, die Brian Wilson in de studio zong. Bovendien klonk de falsetstem, die Jardine zong vergelijkbaar met die van Brian Wilson, zodat deze vaak werd verward bij studioalbums. Op het album Friends uit 1968 schreef Al Jardine mee aan talloze nummers. Op het volgende album 20/20 had hij zijn eerste optreden als producent. Het nummer Cottonfields, geproduceerd door Jardine, bereikte nummer één in de hitlijsten in vijf landen en werd een hit in veel andere Europese landen.
In de jaren 1970 schreef Jardine veel nieuw materiaal, waaronder twee van de drie delen van de California saga-trilogie uit 1973. In 1978 produceerde hij met het M.I.U. album voor het eerst een volledig album voor The Beach Boys. Zijn grootste succes als componist was met Lady Lynda, een eerbetoon aan zijn vrouw. Het stuk kwam op #6 in de Britse singleshitlijst. Hij schreef ook het themalied voor de film Almost Summer in 1978 met Mike Love en Brian Wilson, die werd geïnterpreteerd door de band Celebration en bereikte #28 in de Amerikaanse hitlijsten. De single Come Go with Me, geproduceerd door Jardine, haalde in 1982 ook de top 20. Eind jaren 1970/begin jaren 1980 werkte hij aan een conceptalbum over Californië, maar er werd geen nummer uitgebracht door The Beach Boys. Vanaf de jaren 1980 nam Jardine de leadzang van de nummers over, maar verdween qua compositie weer naar de achtergrond. Island Girl van het album Still Cruisin' was het enige nummer op een Beach Boys-album, dat door Jardine was geschreven.
Sinds eind jaren 1970 zorgde Jardine voor de financiële zaken van The Beach Boys en was hij ook voorzitter van Brother Records. In de jaren 1990 werd Jardine door Mike Love uit de band geschorst tijdens het opnemen van Summer in Paradise, omdat hij kritiek had geuit op het project. Na de dood van Carl Wilson in 1998, verliet Al Jardine (afhankelijk van de bron) de band of werd hij ontslagen. Jardine's laatste studio-opname voor The Beach Boys dateert uit 1998, toen hij het nummer Loop de Loop, Flying in an Airplane in de studio voltooide en opnam. Dit nummer is toegevoegd aan de soundtrack van de documentaire Endless Harmony. Het werd al in 1969 geschreven en gedeeltelijk opgenomen.

### Na The Beach Boys
Nadat zijn carrière bij The Beach Boys eindigde, richtte hij de band Beach Boys Family & Friends op. Deze band bestond uit zijn twee zoons Matt - die ongeveer 15 jaar met de band toerden - en Adam, Brian Wilsons dochters Carny en Wendy Wilson (Wilson Phillips) en Owen Elliott als zangers. De meeste instrumentalisten waren langdurige Beach Boys-tournee- en studiomuzikanten, waaronder Billy Hinsche, Bobby Figueroa en Ed Carter, die The Beach Boys sinds de jaren 1970 hadden gesteund tijdens hun tournees en in de studio. Mike Love, die op dat moment met Bruce Johnston en David Lee Marks toerde onder de naam The Beach Boys, klaagde Alan Jardine aan en liet hem de naam van zijn band veranderen, omdat hij de fans in verwarring bracht. Een beroep werd in 2003 afgewezen door het Hooggerechtshof van de Verenigde Staten. Ten eerste hernoemde Jardine de band tot Alan Jardine's Family & Friends. In 2001 bracht de band het live-album Live in Las Vegas uit. Daarna zingen ze de bekendste Beach Boys-hits. Nadat Carny en Wendy Wilson de band verlieten, veranderde de naam opnieuw, momenteel genaamd Al Jardine & The Endless Summer Band.
Al Jardine werkte aan zijn eigen studioprojecten. Al in 1998 werkte hij met zijn twee zonen aan een gezamenlijk album. Jardine werkte twee jaar aan zijn eerste soloalbum Big South. Slechts één nummer ervan - California Energy Blues - werd als bonus uitgebracht op het album Live in Las Vegas van Family & Friends. Alan Jardine werd in 2001 bekroond met de Grammy Award voor hun levenswerk, samen met de andere nog levende Beach Boys Mike Love, Brian Wilson en Bruce Johnston. In 2002 bracht Jardine de single PT Cruiser uit. Het stuk, dat gebaseerd was op eerdere Beach Boys-liedjes, werd maar matig verkocht. In 2006 werd het stuk toegevoegd aan de Beach Boys compilatie Songs from Here and Back.
Eind 2006 kreeg Jardine een aanbod van Brian Wilson om zich bij zijn band aan te sluiten. Ze begonnen samen een Amerikaanse tournee, waar ze samen Pet Sounds uitvoerden. Voor 2007 hadden ze een gezamenlijke Europese tournee gepland, maar Al Jardine verliet verrassend genoeg de band om aan zijn soloalbum te werken. Het album A Postcard from California, zijn eerste soloalbum, werd uitgebracht op 28 juni 2010. Op het album zijn talloze gaststerren vertegenwoordigd, zoals Neil Young, David Crosby en Alec Baldwin. De titel Don't Fight the Sea bevat de zang uit de jaren 1980 van Carl Wilson. Alan Jardine nodigde zijn Beach Boys-collega's Mike Love, Brian Wilson en Bruce Johnston uit voor verdere opnamen, wat ertoe leidde dat alle Beach Boys op deze track vertegenwoordigd zijn.

## Geschillen

### Geschillen over naamrechten
Na het verlaten van The Beach Boys, verwierf Al Jardine de licentierechten op de naam Beach Boys van Brother Records en kon zo zijn nieuwe band Beach Boys Families & Friends noemen. Dit veroorzaakte verwarring bij sommige optredens, aangezien zowel organisatoren als fans aannamen dat de band Beach Boys, Families & Friends zou heten. Bovendien hield Jardine zich niet aan het gegeven concertprogramma, want Brother Records wilde dat degenen die de naam Beach Boys in welke vorm dan ook gebruiken, de beroemdste hits zouden spelen. Na een jaar werd de licentieovereenkomst met Jardine dus niet meer verlengd. Brother Records - geïnitieerd door Mike Love - verzocht om een verbod tegen Jardine om in het openbaar te mogen verschijnen als een Beach Boy. Jardine klaagt op zijn beurt Brother Records aan. Omdat hij nog steeds lid was van Brother Records, klaagde hij zichzelf technisch gezien aan.
In 2001 klaagde Jardine op zijn beurt de overgebleven leden van Brother Records aan voor vier miljoen dollar, omdat ze hem naar verluidt niet het recht hadden mogen ontnemen om de bandnaam te gebruiken ten gunste van Mike Love. Hij wist deze rechtszaak te winnen en getuigde later in een interview dat het niet alleen om het geld ging, maar ook om de mogelijkheid om zich weer in het openbaar te presenteren als Beach Boy. In februari 2007 klaagde Mike Love van zijn kant Jardine aan voor $3 miljoen, inclusief twee miljoen gerechtskosten en een miljoen voor inkomsten gegenereerd onder de naam Beach Boys.

## Activiteiten buiten de muziek
Jardine leidde een vrij rustig leven buiten de band. Hij kocht in de jaren 1970 een boerderij in Big Sur (Californië). Alan Jardine woont nu op zijn afgelegen boerderij met zijn tweede vrouw Mary Ann en hun twee jongere zonen, Neal en Robin. Daar fokt hij Arabische paarden, werkt hij als imker en runt hij zijn opnamestudio in Red Barn. Hij modereert een lokale televisieshow en is betrokken bij de politiek om op te komen voor het milieu. Hij bekleedt herhaaldelijk kleine politieke ambten. Zijn plan om gouverneur van Californië te worden, is tot dusver mislukt. In 2005 voegde Alan Jardine zich bij de schrijvers van kinderboeken door het boek Sloop John B. - een piratenverhaal te publiceren.

## Discografie
Solo
- 1999: Papa loves Mama (met Matt Jardine – Garth Brooks tribute cd)
- 2001: California Energy Blues (single, alleen als download op Live in Las Vegas uitgebracht)
- 2002: PT Cruiser (single)
- 2003: California Recall Blues (single, alleen als download)
- 2011: Don't Fight The Sea/Friends (A Capella) (single)

Albums
- 2001: Al Jardine's Families & Friends Live in Las Vegas
- 2010: A Postcard from California

- Biblioteca Nacional de España: XX1784003
- Bibliothèque nationale de France: cb13799663c (data)
- Gemeinsame Normdatei: 1018900721
- International Standard Name Identifier: 0000 0000 5942 2102
- Library of Congress Control Number: n2014033664
- MusicBrainz: b9bb7959-bdcf-45c2-a73a-0ac2e4333c2f
- Nationale Bibliotheek van Israël: 987007429772805171
- Système universitaire de documentation: 13187599X
- Virtual International Authority File: 24785847